# JUNCTION (Hysteric Blueのアルバム)
『JUNCTION』（ジャンクション）は、Hysteric Blueの5枚目のアルバム。2003年8月6日発売。

## 概要
- 活動休止発表直後に発売された前作から1年半ぶりのアルバム。
- シングル「DOLCE〜夏色恋慕〜」、同曲のC/W曲「笑おう」「Home Town」のC/W曲「カクテル」が収録されている。
- 当時はあくまで活動休止前のラストアルバムだったが、2004年3月、メンバーのナオキが逮捕された事を受けて解散したためそのまま最後のアルバムとなった。

## 収録曲
全編曲：佐久間正英&Hysteric Blue
1. 真夏の夜のファンタジー
作詞・作曲：たくや
2. DOLCE〜夏色恋慕〜
作詞：Tama
作曲：たくや
14thシングル。
三菱電機カーナビCMソング。
3. カクテル
作詞・作曲：たくや
13枚目のシングル「Home Town」のカップリング曲。
テレビ東京系アニメ『スパイラル 〜推理の絆〜』のエンディングテーマ。
4. スコール
作詞・作曲：たくや・Tama
5. ゆうべのキス
作詞・作曲：たくや
6. 99%LATE
作詞・作曲：たくや
7. 笑おう
作詞・作曲：たくや
14thシングルのカップリング曲
8. オレンジ
作詞・作曲：Tama
9. 君のいない街
作詞・作曲：たくや
10. はれのちくもり
作詞：Tama
作曲：ナオキ
11. 旅路
作詞：たくや・佐久間正英
作曲：たくや
12. LOVE
作詞・作曲：たくや